# Let It Come Down
Let It Come Down er det første soloalbum fra den amerikanske rockmusiker James Iha. Albummet blev udgivet af Virgin Records 10. februar 1998.
James Iha, der stadig ved udgivelsen var guitarist i den amerikanske rockgruppe Smashing Pumpkins, tog lidt tid væk fra indspilningerne til bandets fjerde album, Adore. Flere af sangene fra soloalbummet stammer helt tilbage fra indspilningerne af bandets ambitiøse dobbeltalbum Mellon Collie and the Infinite Sadness, der blev udgivet i 1995, og demooptagelser af "One and Two" og "Lover, Lover" er fra denne periode og blev udgivet, da Smashing Pumpkins genudgav dobbeltalbummet med tre cd'ers bonusmateriale i december 2012.
Det eneste medlem af Smashing Pumpkins, der medvirker på pladen, er bassist D'arcy Wretzky, der synger i baggrundsvokal på "One and Two". Soloalbummet udkom et halvt år før Adore, og Iha nåede også at tage på en mindre turné i foråret 1998 uden sine normale bandmedlemmer.
Let It Come Down debuterede som nummer 173 på den amerikanske Billboard-hitliste i februar 1998, og der blev solgt cirka 7.000 eksemplarer af albummet, i den første uge pladen var til salg.
Guitarist James Iha blev det første medlem af Smashing Pumpkins til at udgive et soloalbum. Forsanger og guitarist Billy Corgan og trommeslager Jimmy Chamberlin udgav begge deres første soloalbum i 2005 – fem år efter bandets opløsning i 2000. De havde dog i mellemtiden udgivet et album sammen med rockgruppen Zwan. James Iha blev i 2012 det første Smashing Pumpkins-medlem til at udgive sit andet soloalbum med Look to the Sky.

## Skæringsliste
Alle sange er skrevet af James Iha.
1. "Be Strong Now"
2. "Sound of Love"
3. "Beauty"
4. "See the Sun"
5. "Country Girl"
6. "Jealousy"
7. "Lover, Lover"
8. "Silver String"
9. "Winter"
10. "One and Two"
11. "No One's Gonna Hurt You"

## Singler og b-sider
Den eneste single og musikvideo fra albummet blev "Be Strong Now". Da albummet blev udgivet i Japan, indeholdt cd'en bonusnummeret "My Advice", der også fungerede som b-side til singlen "Be Strong Now". Andre b-sider fra albummet inkluderer "Take Care" og "Falling". Alle b-siderne er også skrevet af James Iha.

## Hitlister
| Chart (1998)                | Peak position |
| --------------------------- | ------------- |
| Sverige (Sverigetopplistan) | 53            |
| Storbritannien (OCC)        | 76            |
| US Billboard 200            | 171           |